# Les Obaguetes (Coma d'Orient)
Les Obaguetes és una obaga del terme municipal de Conca de Dalt, a l'antic terme d'Hortoneda de la Conca, al Pallars Jussà, en territori que havia estat de la caseria dels Masos de la Coma.
Es troba al sud de la Coma d'Orient i dels Masos de la Coma, al vessant nord-est de la Serra de Palles. Són al sud-est del Roc del Miqueló, a migdia del Clot del Miqueló, del Roc de la Cova dels Llops i de la mateixa Cova dels Llops.